# Samson i Dalila (film 1984)
Samson i Dalila – amerykański telewizyjny film biblijny z 1984 roku. Film jest  ekranizacją powieści Husband of Delilah autorstwa Erica Linklatera, opartej na biblijnej opowieści o Samsonie.

## Obsada
- Antony Hamilton – Samson
- Belinda Bauer – Dalila
- Angélica Aragón – Nija
- David Byrd - Elon
- David S. Eisner - Arin
- José Ferrer – arcykapłan
- Jennifer Holmes – Varinia
- Stephen Macht – Maluck
- Victor Mature – Manoach
- Clive Revill – Raul
- Rene Ruis
- Maria Schell – Deborah
- Brandon Scott
- Daniel Stern – Micah
- Max von Sydow – Sidka

## Nagrody i wyróżnienia
- 1984: Nominacja do nagrody Emmy w kategorii "wyjątkowe fryzury" (Jan Van Uchelen).